# Meine Nichte Susanne (1950)
Meine Nichte Susanne ist ein 1949 entstandener deutscher Spielfilm von Wolfgang Liebeneiner mit seiner Ehefrau Hilde Krahl in der Titelrolle sowie Gerd Martienzen, Harald Paulsen und Karl Schönböck in den männlichen Hauptrollen. Der Geschichte liegt die gleichnamige Burleske von Hans Adler und Alexander Steinbrecher zugrunde.

## Handlung
Paris um 1880. Susanne de Montebello ist eine begehrte und kapriziöse Frau, die ganz genau weiß, was sie will. Sie meint, dass nach Jahren der ausschweifenden Amouren nun ein Ehemann hermuss, und zwar einer, der sie sich finanziell auch leisten kann. Einen passenden Kandidaten hat sie sich auch schon ausgeguckt: Den schwerreichen peruanischen Goldminenbesitzer Don Manuel Carcocastilla, der auch noch durchaus vorzeigbar aussieht. Um auf dem Weg zum Traualtar keine Fehler zu begehen, hat sich Susanne unter ihren Vertrauten Hilfe geholt: Ihren Diener, der die Rolle ihres Onkels spielen soll und dabei zugleich den Tugendwächter gibt. 
Das erste Zusammentreffen zwischen Susanne und dem südamerikanischen Krösus wird sorgfältig arrangiert, fällt aber dennoch ziemlich ernüchternd aus. Don Manuel ist eher an einer losen Liebschaft als an einer andauernden Eheschließung interessiert. Damit kommt als zweite Wahl der grundsolide und aufrichtige Eusebius ins Spiel, der seinen Lebensunterhalt als Apotheker verdient. Dieser biedere Mann ist sehr in Susanne verliebt, ahnt aber nicht, dass er lediglich Don Manuel eifersüchtig machen soll. Nach manchen weiteren Verwicklungen gelingt es Susanne, zu ihrer eigenen Zufriedenheit doch noch vor den Traualtar zu treten. 

## Produktionsnotizen
Meine Nichte Susanne entstand im Herbst 1949 in Göttingen (Filmatelier Göttingen sowie Außenaufnahmen) und wurde am 4. April 1950 von der FSK freigegeben. Die Uraufführung fand am 5. Mai 1950 in mehreren deutschen Städten statt, die Berliner Premiere war am 25. Mai 1951. 
Produzent Friedrich Pflughaupt übernahm auch die Produktionsleitung. Es war sein letzter Film. Walter Haag schuf die Filmbauten, Alfred Bücken die Kostüme. 
Bei dem im Film zu sehenden Schmuck handelte es sich um keine wertlosen Filmrequisiten, sondern vielmehr um echte Edelsteine aus dem Hause des Hamburger Juwelier Wilms. Während der Dreharbeiten wurden die Preziosen von einem Wilmsschen Bodyguard und zwei Polizisten scharf bewacht.
Derselbe Stoff wurde bereits zum Jahresbeginn 1945 als Die tolle Susanne verfilmt, aber nicht fertig gestellt.

## Kritik
Im Lexikon des Internationalen Films heißt es: „Eine Pariser Kokotte zur Jahrhundertwende plant, einen steinreichen Peruaner für die Ehe einzufangen, und engagiert ihren Diener als Onkel, der vorgeblich über ihre Tugend zu wachen hat. Musikalische Burleske.“